# Jo Swerling
Jo Swerling (Berdyčiv, 18 aprile 1893 – Los Angeles, 23 ottobre 1964) è stato un drammaturgo, paroliere e sceneggiatore statunitense.

## Biografia
Nato in Ucraina, ai tempi parte dell'Impero russo, ma rifugiatosi negli Stati Uniti per fuggire al regime zarista, crebbe nel Lower East Side di New York.
Nei primi anni venti scrisse per quotidiani e periodici, prima di dedicarsi alla carriera di autore teatrale. Ottenne un particolare successo nel 1927 con la rivista musicale The New Yorkers. Con il compositore Gus Kahn scrisse The Cinderella Girl per i fratelli Marx, con l'attore Edward G. Robinson The Kibitzers, nel 1929, adattato per lo schermo cinematografico nel 1930 da Sam Mintz e Viola Brothers Shore.
Chiamato a Hollywood da Harry Cohn della Columbia Pictures per adattare per il cinema la pièce Ladies of the Evening di David Belasco e Milton Herbert Gropper, iniziò il fortunato sodalizio artistico con il regista Frank Capra che, dopo tale adattamento nel film Femmine di lusso (1930), proseguì con le pellicole Luci del circo (1930), Dirigibile (1931), La donna del miracolo (1931), La donna di platino (1931), film di lancio per la bionda sexy Jean Harlow, Proibito (1932).
In seguito lo sceneggiatore di fiducia di Capra diventò Robert Riskin, l'autore del testo teatrale da cui era stato tratto La donna del miracolo, ma nel 1946 il regista tornò a rivolgersi a Swerling per contribuire alla sceneggiatura di uno dei suoi film più celebri, La vita è meravigliosa. Nel tempo intercorso, Swerling mise mano, in forma diversa, ad oltre una trentina di copioni, fra cui spiccano quelli de L'idolo delle folle (1942), che gli valse la candidatura ai Premi Oscar per la miglior sceneggiatura, Prigionieri dell'oceano (1944) e Femmina folle (1945). Fu anche uno degli autori non accreditati del kolossal Via col vento, la cui sceneggiatura venne firmata dal solo Sidney Howard.
Tornato a lavorare a Broadway, nel 1950 scrisse insieme a Abe Burrows il libretto per il fortunato musical Guys and Dolls, vincitore di cinque Tony Award fra cui proprio quello per il miglior libretto.

## Filmografia

### Sceneggiatore
- Humor Risk, regia di Richard Smith (1921)
- Dieci soldi a danza (Ten Cents a Dance) di Lionel Barrymore (1931)
- La donna di platino (Platinum Blonde), regia di Frank Capra (1931)
- Proibito (Forbidden), regia di Frank Capra (1932)
- Perfidia (Shopworn), regia di Nick Grinde (1932)
- L'accusa (Attorney for the Defense), regia di Irving Cummings (1932)
- Oceano (Below the Sea), regia di Albert S. Rogell (1933)
- La gloriosa avventura (The Real Glory), regia di Henry Hathaway (1939)